# Parabolans
Parabolans (en grec antic Παράβολοι, Παραβολᾶνοι) era la denominació dels membres d'una organització cristiana que en els primers segles de l'Església es feien càrrec, de manera voluntària, de la cura dels malalts i d'enterrar als morts.

## Història
Es creu, encara que sense suficients dades que ho corroborin, que es va organitzar primerament durant la gran epidèmia d'Alexandria en temps de l'episcopat de Dionís el Gran (segona meitat del segle iii).
Van rebre el seu nom pel fet que arriscaven les seves vides (παραβάλλεσθαι τὴν ζωήν - paraballesthai ten zoen) al exposar-se a malalties contagioses. La paraula grega paraboleuesthai significa "arriscar la vida", i també està relacionada amb la paraula parabolani que significa els "jugadors" en el mateix grec.
A banda de tasques caritatives els parabolans constituïen un cos de guàrdia del bisbe.
El seu número mai va ser molt elevat. El Codex Theodosianus del 416 (xvi, 2, 42) restringia el seu número a no més de 500 a Alexandria; dos anys més tard es va emetre una llei que el va incrementar fins a 600. A Constantinoble el número es va reduir d'acord amb el Codex Justinianus (I, 2, 4) de 1100 a 950.
No es torna a tenir referències dels parabolans més enllà del regnat de Justinià I (r. 527-565).
Encara que eren triats pel bisbe i sempre romanien sota el seu control, el Codex Theodosianus atorgava al prefecte o governador romà d'Egipte poder sobre ells.
No formaven part de cap ordre ni professaven vots, però se'ls incloïa entre els membres del clergat i gaudien dels seus privilegis i immunitat. Tenien prohibida per llei la presència en teatres i aglomeracions públiques. En alguns casos van prendre part activa en controvèrsies eclesiàstiques, com durant el concili no acceptat per Roma, el Segon Concili d'Efes l'any 449.

## Al cinema
A la  pel·lícula, del 2009, Agora els parabolans són voluntaris cristians que distribueixen pa als pobres, fan tot tipus d'obres de caritat envers els necessitats i estan disposats a atacar als pagans, als jueus i als cristians que s'oposin al seu bisbe.